# Neoregelia camorimiana
Espèce
Classification phylogénétique
Neoregelia camorimiana est une espèce de plantes de la famille des Bromeliaceae, endémique de la forêt atlantique (mata atlântica en portugais) au Brésil.